# Drosera capensis
Drosera capensis L. è una pianta carnivora della famiglia delle Droseracee, endemica della regione di Città del Capo (Province del Capo, Sudafrica), da cui prende il nome. 
Grazie alle sue dimensioni, facilità di coltivazione e alla copiosa produzione di semi, è divenuta une delle più comuni specie di Drosera coltivate.

## Descrizione

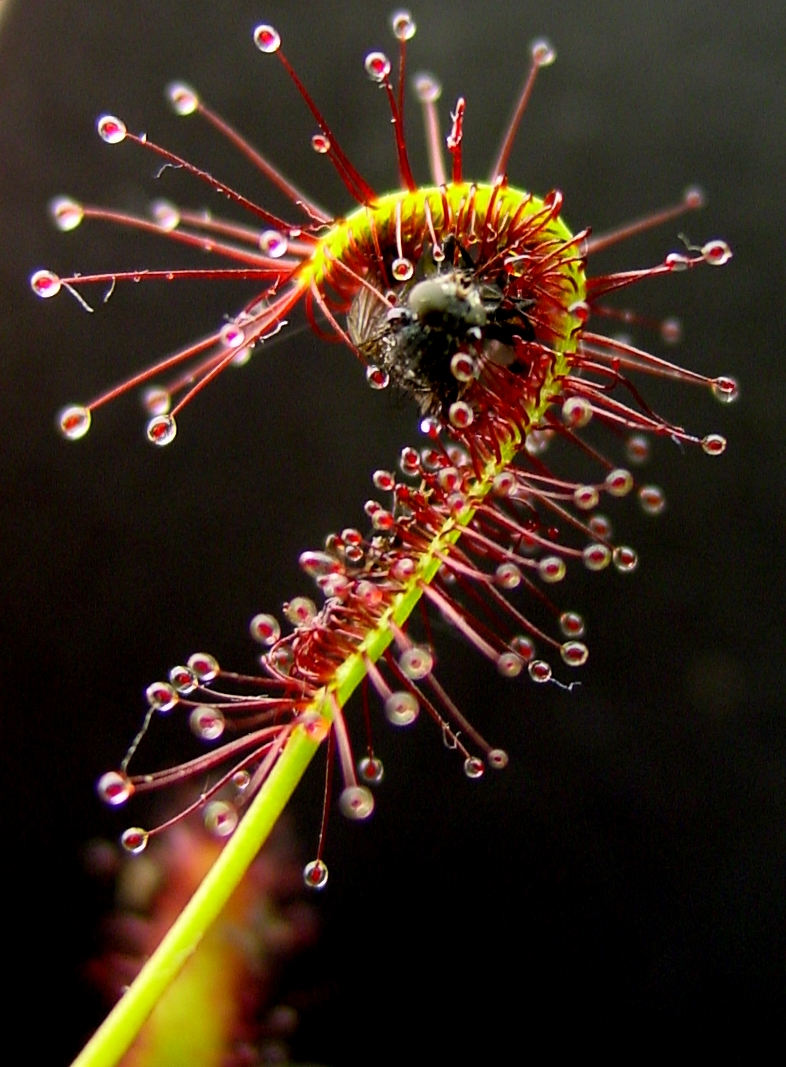
Dopo la cattura di un insetto la foglia si arrotola su sé stessa.

D. capensis produce foglie dalla forma lineare, lunghe fino a 15 cm e larghe 1 cm, che, come in tutte le specie di Drosera, sono ricoperte di tentacoli vivacemente colorati che presentano gocce di colla alle loro estremità con la quale catturano insetti. Quando l'insetto viene catturato, la foglia si arrotola per tigmotropismo, questo aiuta la digestione portando più ghiandole digestive, che si trovano nella regione centrale della foglia, a contatto con la preda. Al termine del processo digestivo la foglia torna a srotolarsi. Normalmente resta in vita ma se l'insetto era di dimensioni maggiori delle prede abituali (moscerini, zanzare) la foglia si secca e viene subito risostituita. La pianta ha la tendenza a mantenere le foglie morte della precedente stagione, ed il fusto della pianta può diventare lungo e legnoso nel corso del tempo.

D. capensis fiorisce in primavera, producendo un lungo stelo (fino a 30 cm) al termine del quale è presente una spiga contenente numerosi fiori (a cinque petali) di colore rosa. I fiori sono autoimpollinanti e producono semi a forma di fuso in quantità, che sono rilasciati dall'involucro quando il fiore muore.

## Distribuzione e habitat
La specie è un endemismo delle Province del Capo (Sudafrica).
In natura vive in aree paludose e torbose, quindi povere di nutrienti, ma ricche di insetti come zanzare e mosche.

## Coltivazione
Drosera capensis è una specie particolarmente resistente. Importante nella coltivazione di D. capensis, come per il resto delle carnivore, è l'utilizzo di acqua priva di qualsiasi sale disciolto (ottima è l'acqua distillata, quella da osmosi inversa o quella piovana purché non raccolta in città) ed un substrato di torba di sfagno con pH compreso tra i 3-4.5. Fondamentale quest'ultima perché, se fosse usato il terriccio comune ricco di azoto e sali, la pianta morirebbe poiché non avrebbe più necessità di catturare insetti per assimilare questi elementi, che sono normalmente assenti, invece, nella torba. Durante il travaso, che è da effettuarsi rigorosamente nel mese di febbraio-inizio marzo, quando la pianta si appresta al risveglio vegetativo, è bene aggiungere una parte di perlite o, in alternativa, sabbia di quarzo (in rapporto 1/3 rispetto alla torba) per favorire il drenaggio ed evitare l'ipossia delle radici. L'esposizione in pieno sole è vivamente consigliata, ovviamente mantenendo nel sottovaso durante tutto il periodo estivo circa 2–3 cm di acqua. È consigliato di tenerla al riparo dai venti forti che seccherebbero le goccioline di colla. Se ciò succede, la pianta provvederà comunque a produrne di nuove nel giro di 2 giorni. Durante l'inverno tenere al riparo dalle gelate a temperature fra 7-10 °C in modo che entri in riposo vegetativo senza, però, perdere la parte aerea. Durante la stagione invernale mantenere il substrato umido con massimo 1 cm di acqua nel sottovaso, aspettando il totale assorbimento prima di aggiungerne ancora. Questa pianta si riproduce facilmente anche per talea di foglia o di radice.
È vivamente sconsigliato l'uso di qualsiasi fertilizzante, così come della vermiculite talvolta somministrata per errore in quanto consigliata, invece, per le Sarracenie.

### Talea di foglia
Tale procedimento è sconsigliato se la pianta è piccola o ha solo 5-6 foglie.

Preparare un composto di torba e perlite (3:1) e bagnare con acqua distillata. Lasciare riposare per circa un'ora. Recidere poi una foglia fresca e sana, ben lavata per rimuovere la colla e gli eventuali insetti morti che, decomponendosi, farebbero marcire la talea. Appoggiare la foglia con i tentacoli rivolti verso l'alto ed avvolgere il tutto nel cellophane. Mantenere il preparato in luogo umido mettendo il vaso in un sottovaso con un cm di acqua. Le prime plantule germineranno nell'arco di 5-6 settimane. Le piantine cresceranno fra i tentacoli, perché alla base di ogni tentacolo c'è un meristema, ovvero una regione che consente la crescita fogliare, e da qui si svilupperanno le nuove piantine. Questo metodo ha degli svantaggi in quanto la foglia tende spesso a marcire se tenuta in ambiente troppo umido e seccarsi se tenuta in ambiente troppo asciutto.

### Talea di radice
Il metodo è identico solo che al posto della foglia bisogna utilizzare una radice sana 2–3 cm di dimensione. Dopo averla lavata con acqua distillata, ricoprirla leggermente con della torba allo scopo di mantenere il terreno umido. Ricoprire sempre il tutto con del cellophane ed attendere 3-4 settimane. Questo metodo è notevolmente vantaggioso in quanto la radice di questa carnivora, a differenza di quelle di Dionaea e Nepenthes, è specializzata nell'accumulare sostanze di riserva allo scopo di generare nuove piante, nel caso in cui la parte aerea della pianta venga distrutta quindi, a differenza della foglia, le probabilità di marcescenza sono inferiori e la crescita delle plantule molto rapida.

## Galleria d'immagini

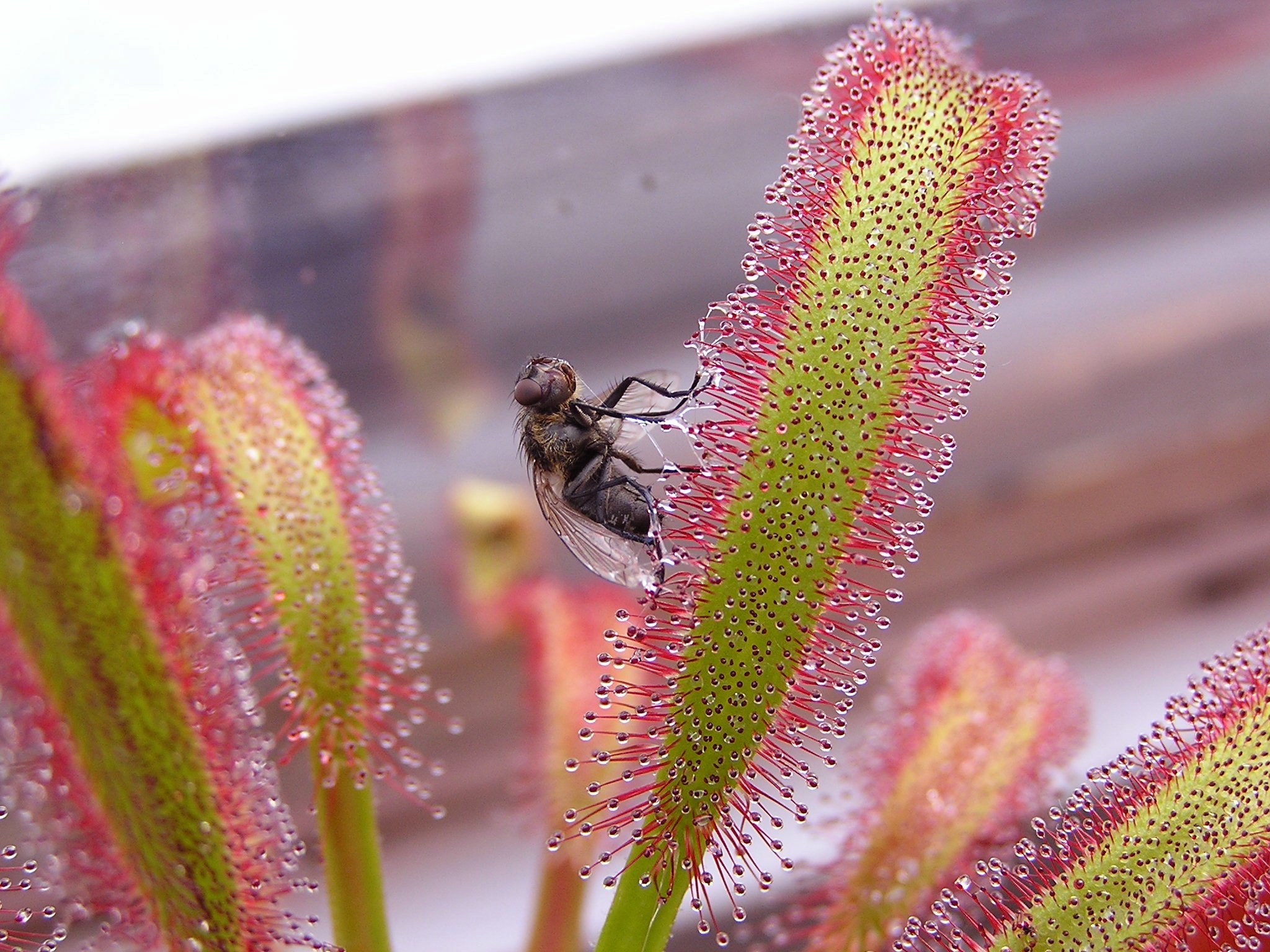
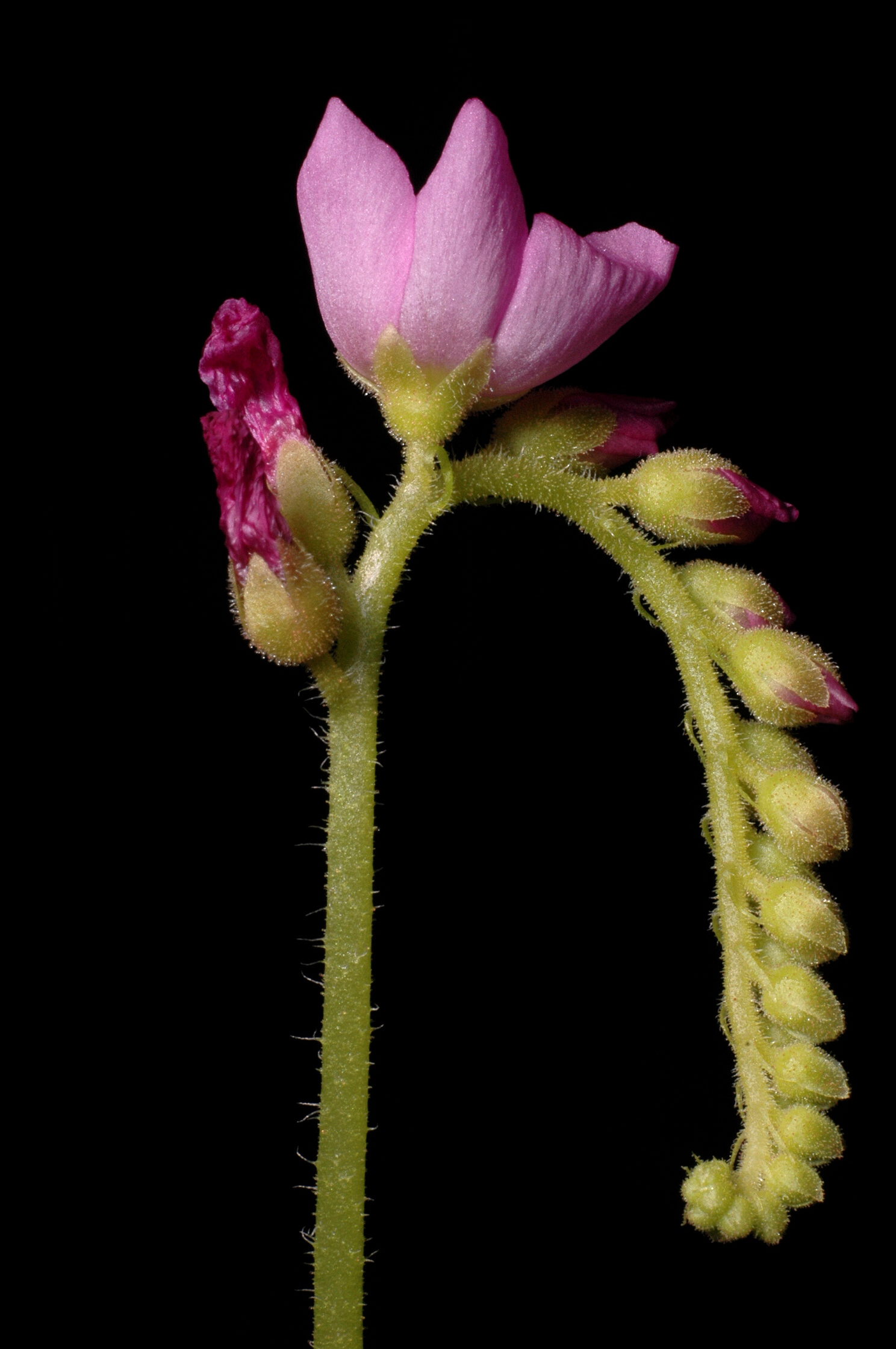
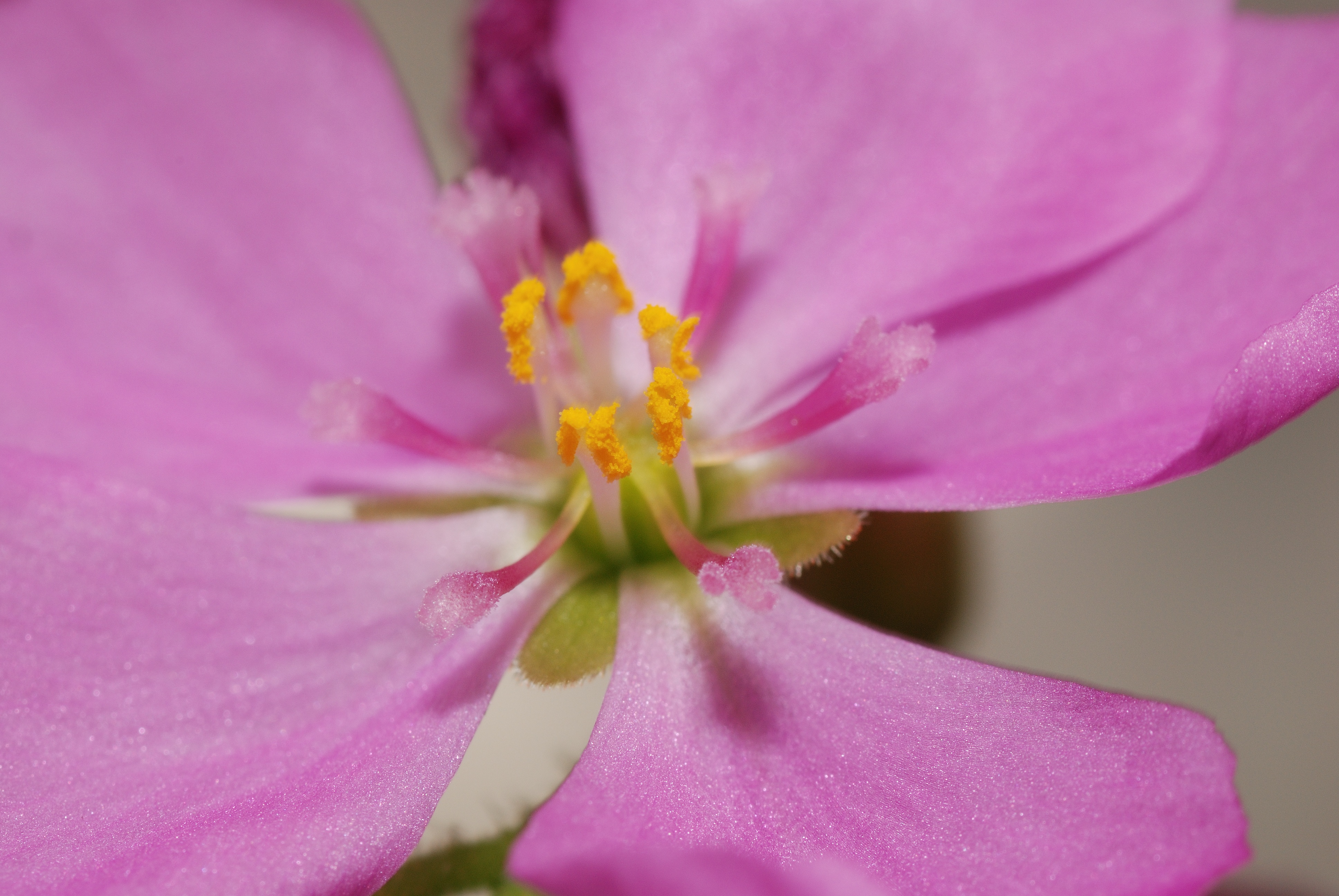
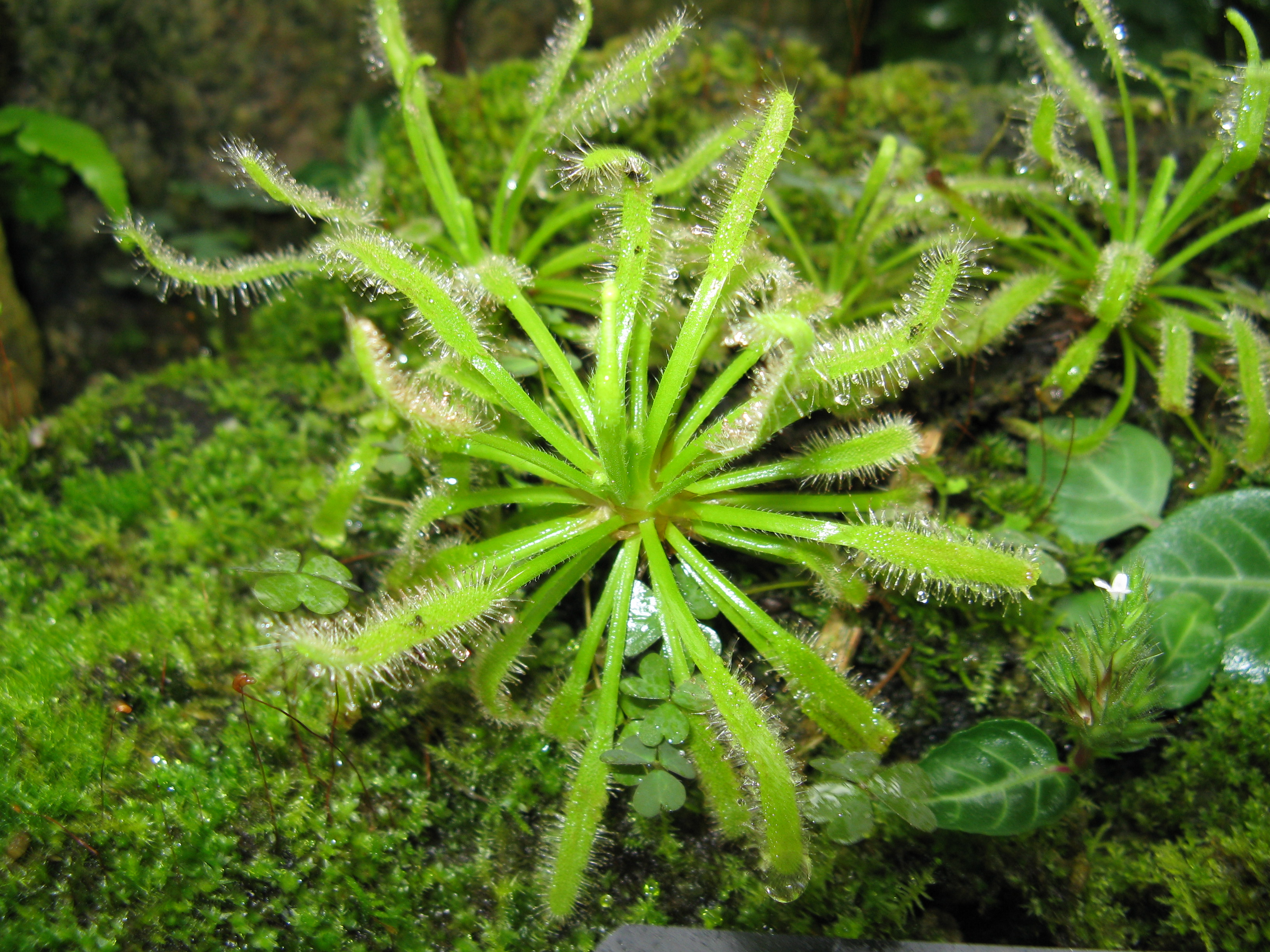
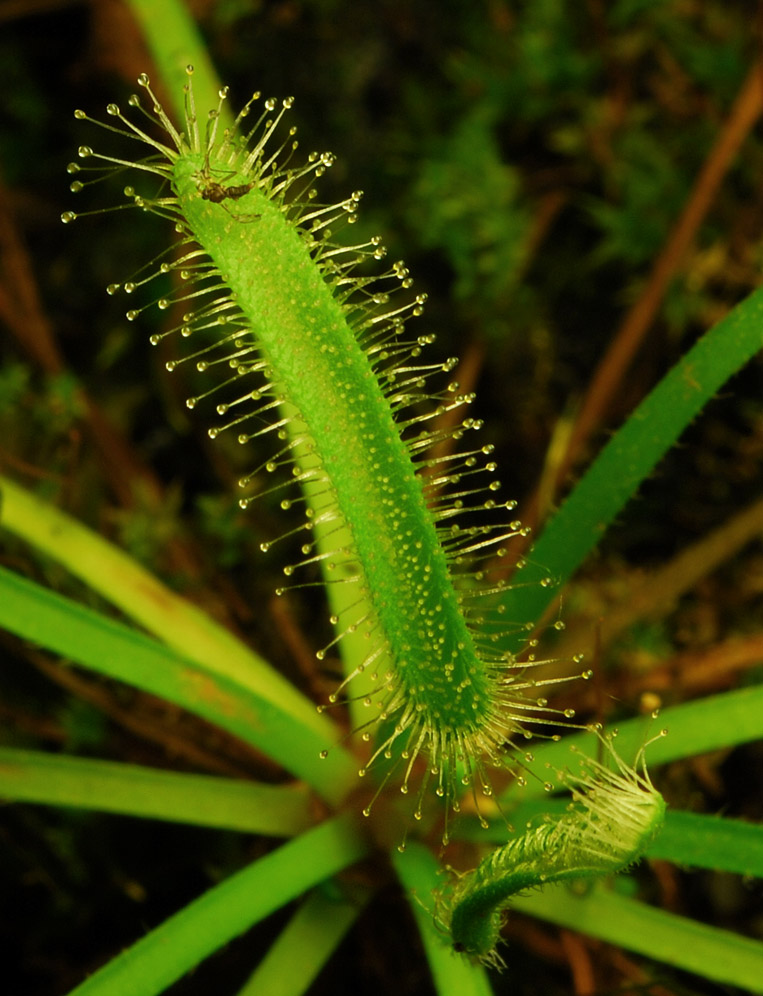
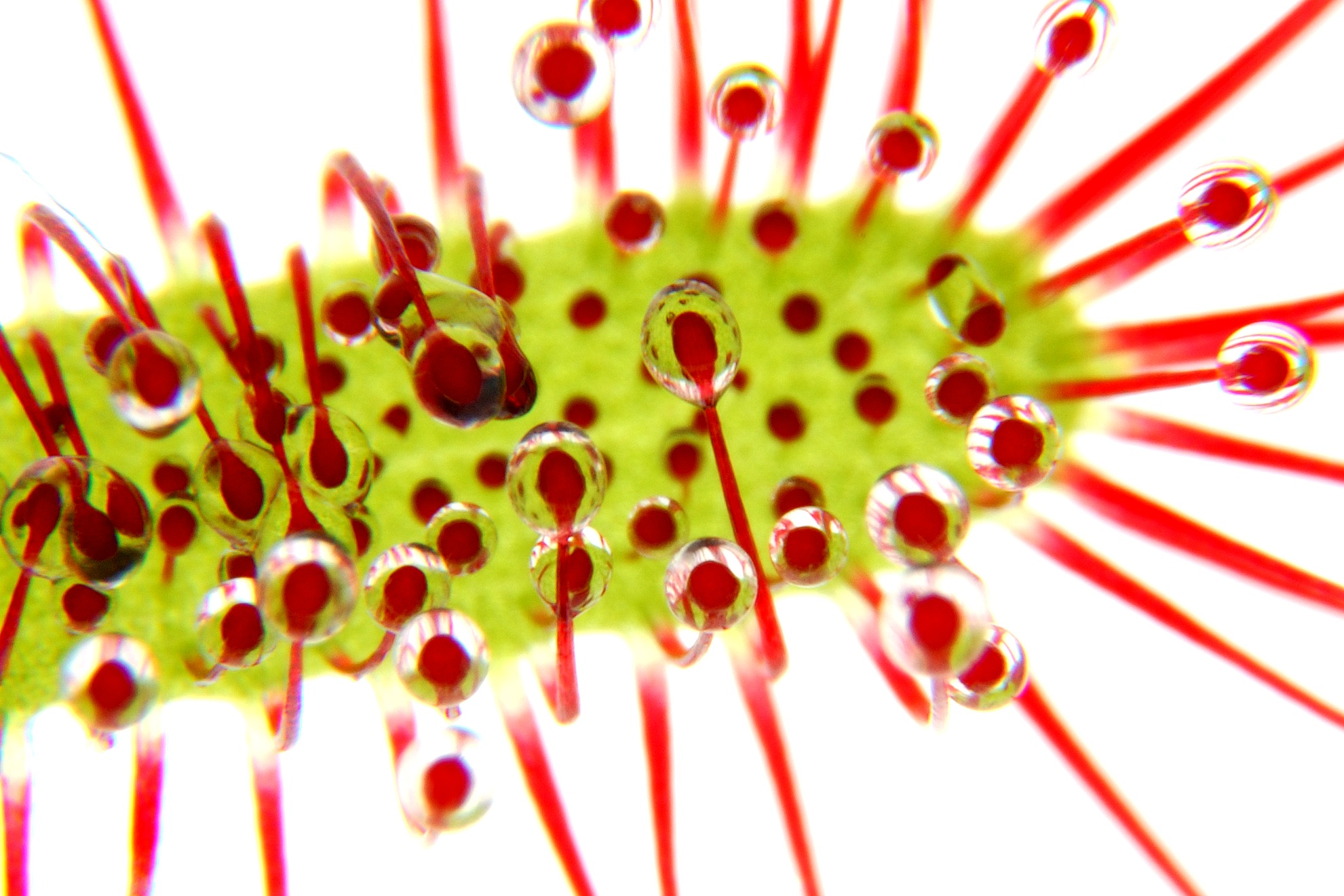